# 投石棋
投石棋（SPLUT!），是比利時人Tommy De Coninck在2009年推出的兩到四人棋類。

## 棋具
- 5*5方格棋盤，然後四邊再加3格橫邊，其中間格在往外延伸一格。
- 每方棋子有三種棋子，山怪、矮人、法師各一枚。另外有稱為石頭的中立棋子，共四枚。

## 規則
- 每回合玩家必須使用正好三著。
  - 兩、三人遊戲，先手方第一回合只有兩著。
  - 四人遊戲，第一位玩家第一回合只有一著，第二位第一回合只有兩著。

- 每著可使用以下三種行動之一：
  - 移子：移動一枚山怪、矮人、或法師至鄰邊空格。
    - 移動山怪時，可將位於反方向的鄰邊格的石頭移至該山怪的原先位置。
    - 移動法師時，可將一枚石頭朝同樣移動方向、格數移至空格，中途不可有任何棋子。每回合僅能移動一枚石頭，並且不能是上回合對方移動過的石頭。

  - 投石：山怪移至有石頭的鄰邊格，然後將該石頭朝朝縱橫方向移動，穿越任何方矮人與空格，直到遇到任何方的山怪、法師、石頭或邊界線才停止，並停在阻礙的前一格。使用該行動後，不能使用其他行動，回合結束。
    - 若遇到法師，則將該法師與所有同色棋子移出棋盤。
    - 若遇到邊界線，則落至邊界格。若該格有矮人，則將其移出棋盤，由該石頭取代其位置。

  - 推動：矮人山怪移至有任何方棋子的鄰邊格，並將該方向的所有緊連棋子推動一格，除非已抵達邊界格才不移動。

- 最後一位法師存在的玩家贏得遊戲。[1]

## 外部連結
- 遊戲介紹 （页面存档备份，存于）
- 遊戲介紹 （页面存档备份，存于）